# Bacilladnaviridae
Ordre
Famille
Les Bacilladnaviridae sont une famille de virus à ADN simple brin qui infecte principalement les diatomées,. C’est la seule famille de l’ordre des Baphyvirales.

## Caractéristiques
Le génome de ces virus est unique. Il consiste en une seule molécule d'ADN circulaire simple brin fermé de façon covalente de 4,5-6 kilobases ainsi que d'un segment d'ADN simple brin linéaire d'environ 1 kilobase. Le segment linéaire est complémentaire d'une partie de la section circulaire, ce qui crée une région partiellement double brin. Il y a au moins trois cadres de lecture ouverts majeurs dans le génome.
Comme d'autres virus à ADN simple brin, les bacilladnavirus sont susceptibles de répliquer leur génome par mécanisme de rolling circle (réplication circulaire), initiée par une endonucléase codée par le virus. Cependant, la subséquente protéine de bacilladnavirus montre la conservation de motifs uniques et, dans les arbres phylogénétiques, forme un clade (groupe monoplylétique) séparé des autres virus à ADN. La protéine de capside forme un repliement jelly roll et est plus étroitement liée aux protéines correspondantes chez les membres de la famille des Nodaviridae, des virus à ARN simple brin.
Les virions ont un diamètre de 34 nm et s'accumulent dans le noyau. Les virions matures sortent par lyse de la cellule infectée.

## Taxonomie
La famille contient les genres suivants :
- Diatodnavirus (1 espèce) ; espèce type : Chaetoceros diatodnavirus 1
- Kieseladnavirus (1 espèce) ; espèce type : Avon-Heathcote Estuary associated kieseladnavirus
- Protobacilladnavirus (7 espèces) ; espèce type : Chaetoceros protobacilladnavirus 1